# Joe Henry
Joe Henry, (Charlotte, 1960. december 2. –) amerikai alternatív country énekes, dalszerző, gitáros. 15 stúdióalbumot adott ki, és számos felvételt készített neves előadók számaival is.

## Pályafutása
Joe Henry az észak-karolinai Charlotte-ban született, ahonnan a szülei is származtak. A michigani Oakland Townshipben nőtt fel. A Rochester Community Schoolba járt, ott is érettségizett, majd a Michigani Egyetemen szerzett diplomát.
Zenéje lényegében a country-folk. Mások mellett Bonnie Raitt, Ani DiFranco, Aimee Mann, Elvis Costello és Loudon Wainwright dalait adja elő. Grammy-díjakat kapott három albumáért.
Levon Henry − aki szintén zenész – aki gyakran kíséri a stúdiókban és koncertjein.

## Személyes
• Joe Henry 1987-ben feleségül vette Melanie Ciccone-t − aki Madonna nővére. Henry-nek Ciccone-val két gyermeke van.
• 2013-ban Henry és testvére, David kiadta Richard Pryor életrajzát „Furious Cool: Richard Pryor and the World That Made Him” címmel.
• 2019 májusában Joe Henry megtudta, hogy negyedik stádiumú prosztatarákot diagnosztizáltak nála. Jól reagált a kapott kezelésre, a prognózisa egyelőre nagyon biztató.

## Albumok
- Talk of Heaven (1986; digital: 999)
- Murder of Crows (1989)
- Shuffletown (1990)
- Short Man's Room ( 1992)
- Kindness of the World (1993)
- Trampoline (1996)
- Fuse ( 1999)
- Scar ( 2001, recorded in 2000)
- Tiny Voices (2003, recorded in 2002–03
- Civilians (2007)
- Blood from Stars (2009)
- Reverie (2011)
- Invisible Hour (2014, recorded in 2013)
- Shine a Light: Field Recordings from the Great American Railroad with Billy Bragg (Vinyl, 2016) – live
- Thrum (2017)
- The Gospel According to Water (2019)
- All the Eye Can See (2022)

## Díjak

### Grammy-díj
- 2002: Don't Give Up on Me − Best Contemporary Blues Album
- 2009: Stranger Here − Best Traditional Blues Album
- 2010: Genuine Negro Jig − Best Traditional Folk Album

### AllMusic elismerések
- 2014: Invisible Hour (Favorite Singer/Songwriter Albums)
- 2023: All the Eye Can See (Favorite Singer/Songwriter Albums)